# Brady (Montana)
Brady es un lugar designado por el censo ubicado en el condado de Pondera en el estado estadounidense de Montana. En el Censo de 2010 tenía una población de 140 habitantes y una densidad poblacional de 17,49 personas por km².

## Geografía
Brady se encuentra ubicado en las coordenadas 48°1′41″N 111°50′39″O / 48.02806, -111.84417. Según la Oficina del Censo de los Estados Unidos, Brady tiene una superficie total de 8 km², de la cual 8 km² corresponden a tierra firme y (0%) 0 km² es agua.

## Demografía
Según el censo de 2010, había 140 personas residiendo en Brady. La densidad de población era de 17,49 hab./km². De los 140 habitantes, Brady estaba compuesto por el 96.43% blancos, el 0% eran afroamericanos, el 1.43% eran amerindios, el 0% eran asiáticos, el 0% eran isleños del Pacífico, el 0% eran de otras razas y el 2.14% pertenecían a dos o más razas. Del total de la población el 0.71% eran hispanos o latinos de cualquier raza.